# Lezioni di commercio o sia d'economia civile
Lezioni di Commercio o sia d'Economia civile è un'opera a prevalente carattere economico dell'abate e filosofo Antonio Genovesi pubblicata nel 1765 a Napoli, "appresso i Fratelli Simone". 

## L'economia civile
Stanco di trattare temi filosofici e morali 
Genovesi si dedicò infatti negli ultimi quindici anni della sua vita ai temi economici, etici e antropologici: in particolare questa opera raccoglie il suo pensiero economico sviluppato nel corso delle lezioni tenute dalla cattedra di economia a Napoli nel biennio 1757-58.

Gian Rinaldo Carli

L'opera è dedicata al conte Gian Rinaldo Carli, di origine istriana, scrittore, economista, storico e numismatico italiano del tempo,  quando questi era presidente del neo istituito "Supremo Consiglio di economia" e consigliere della nuova "Deputazione per gli studi nel ducato di Milano", con il compito di dirigere e coordinare l'economia lombarda.
L’intento dell’opera è quella di offrire una guida tramite i ministri ai sovrani sui temi riguardanti l'Economia, che va «spogliata dai pregiudizi e bassezze, e timori dei secoli barbari» così come hanno fatto grandi dotti «di questo luminoso secolo»
Nella prima parte l'opera tratta dell’economia civile, con riferimento alle questioni italiane, mentre nella seconda affronta temi particolari. 
Importante perché alla base dell'economia degli Stati è l'economia privata:
Sull'esempio dei sapienti greci e latini dell'antichità, esperti delle virtù e delle arti, occorrono filosofi che possano offrire quelle conoscenze che formino e rendano grandi per ricchezza quelle agiate famiglie che, altrimenti, sono inevitabilmente destinate a decadere per i vizi e l'ignoranza.
I governatori della comunità, considerata come una famiglia allargata, non possono affidarsi per regolare la vita civile soltanto alla giurisprudenza, «l'arte del giusto e dell'ingiusto», ma anche all'economia e al commercio sulle quali si fondano le ricchezze del sovrano, la potenza delle nazioni e la «pubblica felicità».
Il commercio, soddisfacendo i bisogni individuali e contemperando quelle due forze che convivono nell'individuo, l’interesse per sé e la solidarietà, assicura non solo la convivenza sociale ma anche la pace tra le nazioni:

## La società umana
Come l'uguaglianza tra gli uomini è assicurata dalla natura così anche i diritti devono essere gli stessi e uguali per tutti poiché essi derivano da Dio e quindi esigono, per legge divina, di essere rispettati.
L'uomo è un animale sociale non solo per un istinto naturale ma perché egli segue la pietà e la ragione di modo che si origini la pubblica felicità che può essere assicurata quando si formino le famiglie sottoposte all'imperio civile:
Il pubblico imperio garantisce allora, la continuità politica, la comodità e la felicità e tali obiettivi sono tanto più raggiunti quanto più grande è il numero delle famiglie che compongono il corpo civile.

## Edizione
- Antonio Genovesi, Lezioni di commercio o sia d'economia civile, a spese Remondini di Venezia, 1769